# MBC 뉴스투데이 광주·전남
《MBC 뉴스투데이 광주·전남》은 광주MBC TV에서 매주 평일 오전 7시 20분에 방송 중인 광주 지역 아침 종합 뉴스 프로그램이다.

## 개요
광주MBC 뉴스투데이로 읽는다.

## 앵커
| 대수 | 진행자          | 진행 기간                  | 비고  |
| ---- | --------------- | -------------------------- | ----- |
| 1대  | 김귀빈 아나운서 | 일자 미상 ~ 2015년 1월 2일 | [ 1 ] |
| 2대  | 연빛나 아나운서 | 일자 미상 ~ 현재           | [ 2 ] |

## 경쟁 프로그램
- KBS 뉴스광장 광주·전남 (KBS 광주 1TV)
- kbc 모닝와이드 (kbc TV)